# Céleste de Chateaubriand
Pour les articles homonymes, voir Chateaubriant et Buisson.
Céleste de Chateaubriand, née Céleste Buisson de La Vigne le 6 février 1774 à Lorient et morte le 12 février 1847 à Paris, est l'épouse du vicomte François-René de Chateaubriand.

## Biographie

### Famille
Les Buisson de la Vigne sont une famille de marins bretons apparentée à celle de Duguay-Trouin. Céleste est la fille de Alexis-Jacques Buisson de La Vigne (ou de Lavigne-Buisson), sieur de La Vigne, capitaine de vaisseau, chevalier de Saint-Louis, commandant du port militaire de Lorient et directeur de la Compagnie des Indes à Lorient. Il est lui-même le fils de Jacques-Pierre Guillaume Buisson de La Vigne, sieur de La Vigne (1713-1793), capitaine de la Compagnie,chevalier de Saint-Louis (1759), anobli en 1776 (d'argent à une fasce de gueules, chargée de trois étoiles d'argent et accompagnée en chef d'une ancre de sable) et le petit-fils de Pierre-Guillaume Buisson, sieur de la Vigne (1674-1743), dit Kerviler, corsaire et armateur malouin, commandant du comte de Tessé en 1693 et qui soutint un combat contre la flotte hollandaise. Ce dernier fut le commanditaire de l'imposant Hôtel Buisson de La Vigne, à Saint-Malo, dont Céleste hérita à la fin du XVIIIe siècle.
Sa mère est Céleste Rapion de La Placelière, fille de Thomas Auguste Rapion de La Placelière (1713-1755), prometteur capitaine de la Compagnie des Indes décédé prématurément sur son vaisseau la Diane de retour du Bengale, et de Jeanne Céleste Pérault (1732-1810), fille du premier maire de Lorient (1733-1762), Étienne Perrault (1701-1771), Écrivain de la Compagnie des Indes (1718-1727) et conseiller du roi.

### Madame de Chateaubriand
Elle épouse le 2 janvier 1792 contre l'avis de sa famille François-René, vicomte de Chateaubriand, juste avant que celui-ci ne rejoigne l'Armée des émigrés à Coblence en juillet 1792, puis ne trouve ensuite refuge auprès des émigrés à Londres, se mettant ainsi à l'abri des dangers de la Révolution. Ce mariage arrangé par la sœur aînée de Chateaubriand, Lucile, afin de lui garantir des revenus décents, ne fut pas vraiment un mariage d'amour, mais elle restera attachée à son époux malgré ses nombreuses absences. Tout au long de ses Mémoires d'outre-tombe, Chateaubriand évoque son épouse et leur existence commune tantôt avec tendresse, tantôt avec amertume, selon l'humeur de l'instant où il écrit.
Victor Hugo en a laissé un portrait sévère : « C’était une personne maigre, sèche, noire, très marquée de petite vérole, laide, charitable sans être bonne, spirituelle sans être intelligente . »
La comtesse de Boigne n’est pas plus indulgente : « elle a beaucoup d’esprit mais elle l’emploie à extraire de tout de l’aigre et de l’amer.Elle a été bien nuisible à son mari, en l’excitant sans cesse à l’irritation et en lui rendant son intérieur insupportable. (…) Son orgueil bourgeois est blessé de la réputation littéraire de Monsieur de Chateaubriand ; il lui semble que c’est déroger.»
Au-delà de sa situation d'épouse d'un écrivain majeur de la langue française, Céleste de Chateaubriand est demeurée célèbre pour avoir créé en 1819 l'Infirmerie Marie-Thérèse, institution qui se donne pour mission d'accueillir les prêtres âgés et les nobles devenues veuves à la suite de la Révolution française. Située dans le quartier Denfert à Paris, cette institution existe toujours et accueille les prêtres retraités du diocèse de Paris.
Céleste meurt le 11 février 1847. Elle est inhumée dans le chœur de la chapelle Marie-Thérèse. Le nom de Marie-Thérèse fut choisi en hommage à la fille de Louis XVI, seule survivante de la famille du Roi qui sous la Restauration finança par un don l'achat des terrains où était située l'infirmerie.